# Bjärktjärnen (Degerfors socken, Västerbotten)
Bjärktjärnen är en sjö i Vindelns kommun i Västerbotten och ingår i Sävaråns huvudavrinningsområde. Sjön har en area på 0,0558 kvadratkilometer och ligger 252,7 meter över havet.

## Delavrinningsområde
Bjärktjärnen ingår i det delavrinningsområde (717081-168752) som SMHI kallar för Inloppet i Tvåladuselet. Medelhöjden är 289 meter över havet och ytan är 13,52 kvadratkilometer. Räknas de 18 avrinningsområdena uppströms in blir den ackumulerade arean 98,5 kvadratkilometer. Avrinningsområdets utflöde Sävarån (Lossmenån) mynnar i havet. Avrinningsområdet består mestadels av skog (85 procent). Avrinningsområdet har 0,53 kvadratkilometer vattenytor vilket ger det en sjöprocent på 3,9 procent.